# Pseudochromasie

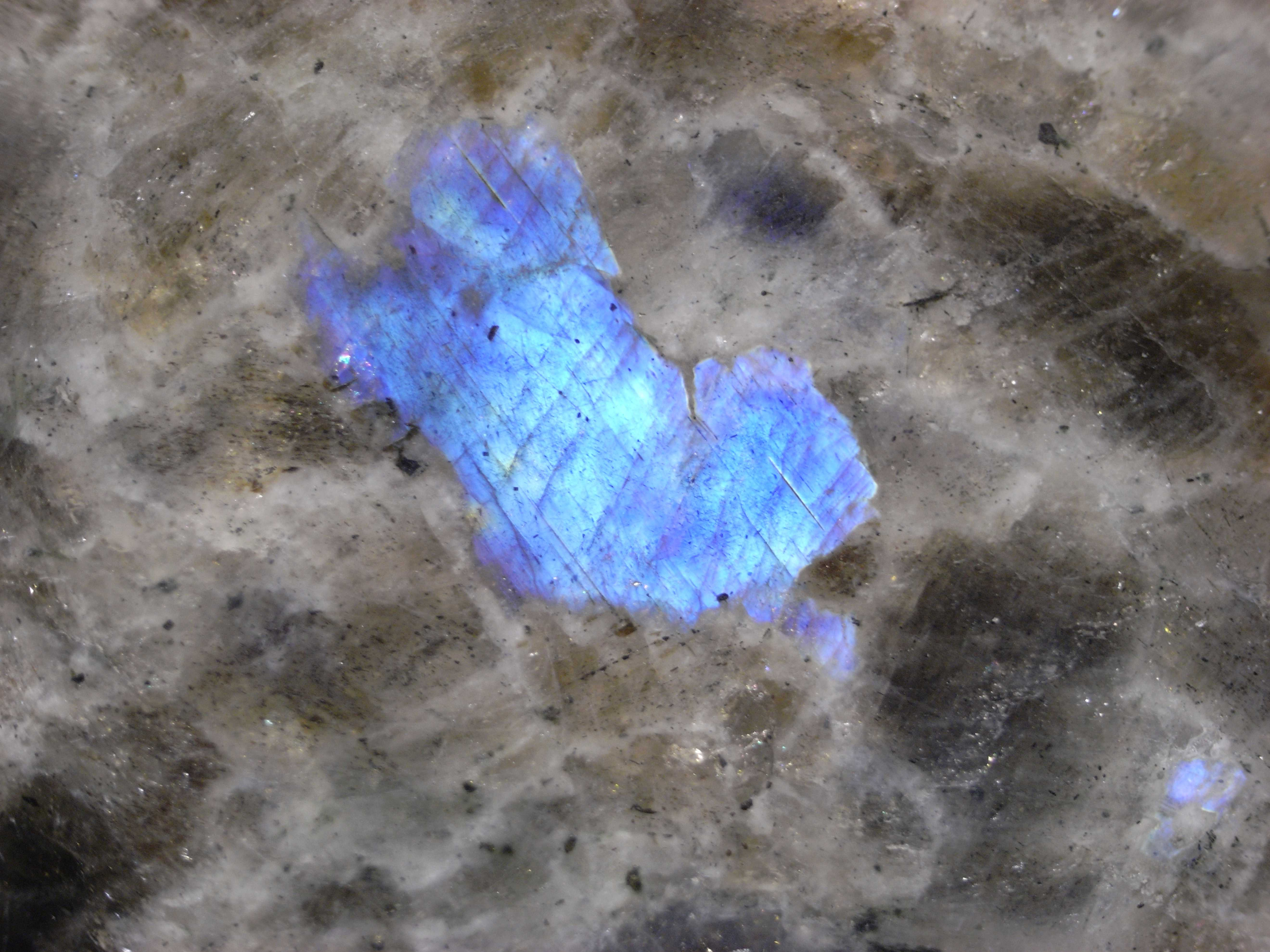
Lichtreflex in einem Labradorit-Kristall, Bildausschnitt ca. 2,5 × 2,0 cm

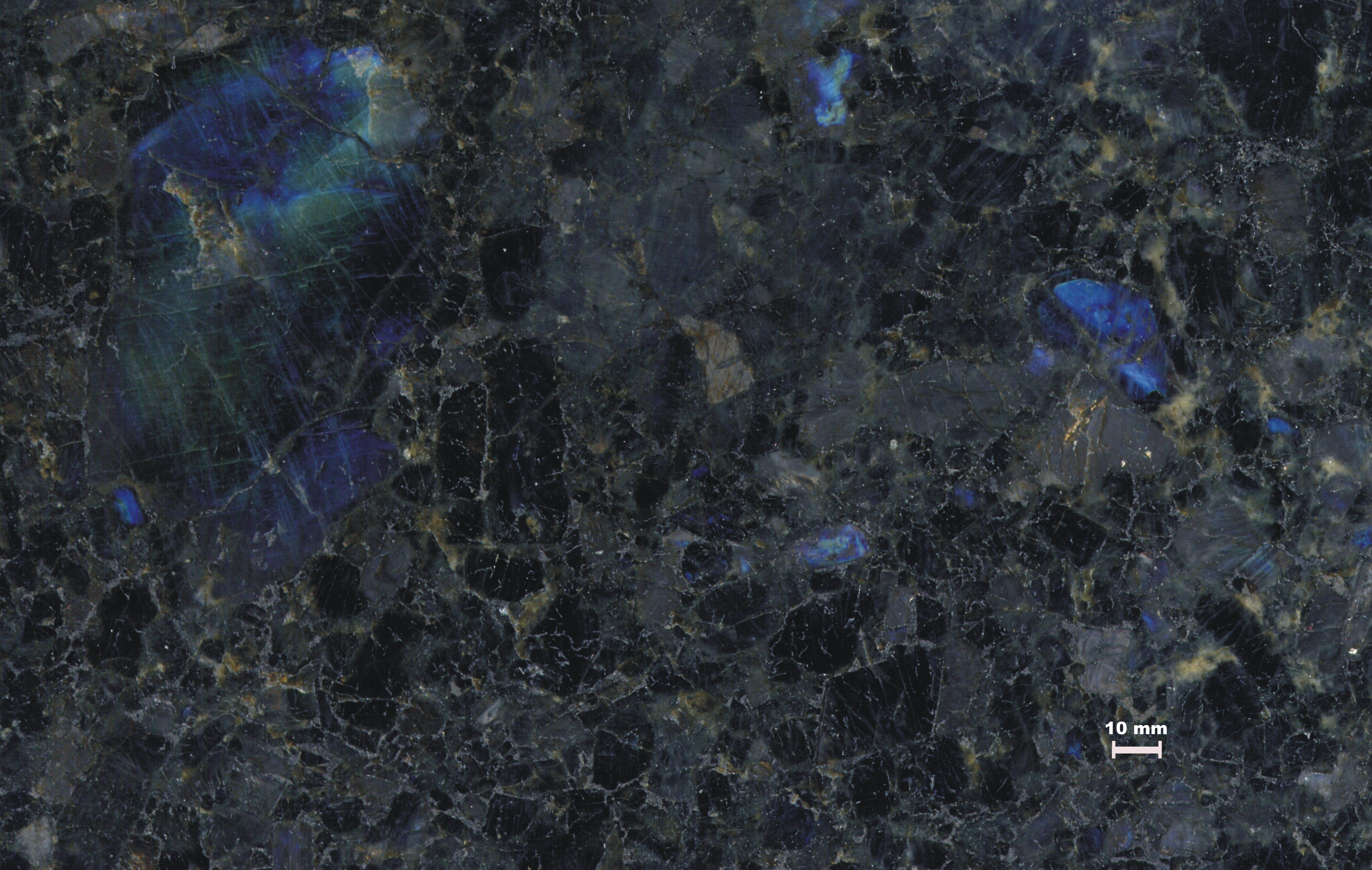
Anorthosit aus Südfinnland

Mit Pseudochromasie (aus griechisch pseudo täuschen und chroma Farbe) wird die Farbigkeit eines Stoffes bezeichnet, die nicht auf färbende Substanzen zurückgeht. Ein pseudochromatischer Stoff zeigt häufig viele Farben gleichzeitig.
Bei idiochromatische oder allochromatischen Stoffen wird die Farbe durch ein Chromophor bewirkt. In den meisten Mineralien enthält der Chromophor ein Element der Übergangsmetalle.
Bei den pseudochromatischen Stoffen dagegen entsteht die Farbe durch Interferenz. Dies zeigt sich beispielsweise in dem Farbspiel der Minerale Labradorit oder Ammolit. Auch die Anlauffarben, die viele verwitterte Mineralien wie den Bornit überziehen, entstehen durch Interferenz in dünnen Schichten. Weitere Beispiele sind Opal und Perlmutt.
Unter den Gesteinen sind die Anorthosite und die sogenannten Larvikite die bekanntesten Beispiele für das Auftreten dieses optischen Effektes in Kristallgittern.